# Маньков (Речицкий район)
Маньков (бел. Манькаў) — урочище на месте хутора, входившего в Лисковский сельсовет Речицкого района Гомельской области Белоруссии. Расположено западнее деревни Будки-Шибенка.

## История
На карте РККА N-36 (B) 1930-х обозначено как хутора Городецкие.
До 1955 входил в Лисковский сельсовет Василевичского района, с 1961 — в Бабичский, позднее — вновь в Лисковский, до 1995.
Хутор Маньков был упразднён как населённый пункт в 1995 году.